# Kerry Lynch
Kerry Joel Lynch, född 31 juli 1957 i Denver, var en amerikansk nordisk kombinationsåkare som tävlade internationellt åren 1979-1987. Han diskvalificerades för dopning vid världsmästerskapen 1987. Lynch slutade på andra plats på 15 kilometer individuellt före Norges Torbjørn Løkken, men diskvalificerades sedan han och tränaren Jim Page erkänt skandalen, och Lynch stängdes av på två år USA kom senare inte att ta medalj i nordisk kombination igen förrän Johnny Spillane tog guld på 7.5 kilometer sprint i Val di Fiemme 2003.
Han tävlade också i två olympiska vinterspel, där bästa resultatet var 13:e-platsen i Sarajevo 1984. Han blev 1983 också andra amerikan att vinna en tävling vid Holmenkollen skifestival, 15 år efter John Bower. 1983 vann hann också en världscupdeltävling, 15 kilometer individuellt i Österrike.
Han blev också trefaldig amerikansk mästare i nordisk kombination (1981, 1983, 1986). 